# Цървенка
Цървенка (Сръбска кирилица: Црвенка) е малък град, разположен в община Кула в Област Западна Бачка, Автономна провинция Войводина, Сърбия. Градът има Сръбски етническо мнозинство и е имало население от 9001 души през 2011 г.

## Име
В Сръбски, градът е известен като Цървенка (Црвенка), през Унгарски като Червенка, и в Немски като Червенка или Ротвайл. Името на града произлиза от сръбската дума червено 'червен'.

## История
В праисторическите времена районът около Цървенка е бил покрит с вода, тъй като между Дунав Река и Плато Телечка имаше голямо езеро, което беше описано от Римски историци като „Сладко езеро“. По това време беше възможно да се пътува с лодка до Фрушка гора планини. В града са открити останки от праисторически животни, като например мамут. Регионът е бил най-вероятно обитаван през ранното време Неолит, когато регионът принадлежи на Старчевска култура. По-късно Келти заселили се в района около Цървенка.
В непосредствена близост при археологически разкопки са открити предмети от келтско и римско време, включително урни и керамика, както и келтски и Римски монети. Римските монети, известни като Фолис, изобразяват римския император Константин Велики, а някои други произхождат от Република Венеция. От средата на 1 век до 4 век регионът е принадлежал на владението на Язици, номадско племе, принадлежало на Сармати. Започвайки от 5-и век, Славяни заселили се в региона, а от 9 век нататък също Фино-угри.
За първи път Цървенка се споменава в исторически източници през 16 век, през Османски администрация. Той е бил населен от етнически Сърби и беше част от Санджак от Сегедин и на Будин Еялет. През втората половина на 17 век тази област не е населена.
В края на 17 век, Bačka регионът е превзет от Хабсбургска монархия, а през втората половина на 18 век Цървенка се споменава като малко селище. То беше колонизирано от Сърби, Унгарци, и Германци. До средата на 19 век градът е бил част от Окръг Бач-Бодрог в рамките на Хабсбургско кралство Унгария. През 1848 – 1849 г. е част от автономната Сръбска Войводина, а от 1849 до 1860 г. е част от Воеводство на Сърбия и Банат на Темешвар, отделна хабсбургска корона. След премахването на войводството през 1860 г. градът отново е включен в Окръг Бач-Бодрог. Според преброяването от 1910 г. повечето жители на града са говорили Немски.
След 1918 г. градът е част от Кралство на сърби, хървати и словенци (по-късно преименувано Югославия). През 1918 – 1919 г. е част от Банат, Бачка и Бараня регион, а също така (от 1918 до 1922 г.) част от Нови Сад Окръг. От 1922 до 1929 г. той е бил част от Bačka Област, а от 1929 до 1941 г. част от Дунавска бановина.
От 1941 до 1944 г. Цървенка е под Оста окупация и беше прикрепен към Хорти Унгария. През 1944 г. Съветски Червена армия и Югославски партизани освободи Цървенка и тя беше включена в автономната провинция Войводина в рамките на новото комунистическа Югославия. След 1945 г. Войводина е част от Народна република Сърбия в рамките на Югославия. В края на Втората световна война, етнически Немски населението е изгонено от Цървенка, която тогава е била населена предимно с 4383 души Сърбите на Босна и Херцеговина и Черна гора. През 1948 г. тези хора представляват 63,7% от населението.

## Демография

### Етнически групи
През 2002 г. населението на Цървенка е 10 163 души, включително:
- Сърби = 7,264 (71.48%)
- Черногорци = 1,313 (12.92%)
- Унгарци = 493 (4.85%)
- Хървати = 183 (1.8%)
- Югославяни = 156 (1.54%)
- други (включително Украинци, Панонски русини, Германци, Ромски хораи т.н.)

### Историческо население
- 1948: 6,879
- 1953: 7,797
- 1961: 9,369
- 1971: 10,098
- 1981: 10,629
- 1991: 10,409
- 2002: 10,315
- 2011: 9,001

## Икономика
Цървенка е малък град с много силна икономика, особено промишлеността и селското стопанство.
Най-важните компании в Цървенка включват:
- Захарната фабрика в Цървенка (Crvenka Fabrika Šećera a.d. / EBZ)
- The Jaffa Biscuit Company
- Фабриката за алкохол и напитки Panon AD
- ФСХ Цървенка АД
- Jedinstvo IGM Crvenka
- SIGMA d.o.o
- ALTER EGO d.o.o
- DP Zaliv d.o.o.
- ZZ Novo
- BXB d.o.o
- Permak d.o.o
- KUĆA HEMIJE MARIVA d.o.o.

## Спорт
Цървенка има хандбален клуб на име РК Цървенка. Има и футболен отбор, ФК Цървенка, с дълга традиция. Цървенка има шахматен клуб на име ŠK Miljo Vujović и а карате клуб.

## Забележителни жители
- Ратко Свилар, бивш футболен вратар, участвал в Световно първенство по футбол 1982 г..
- Зорица Войнович, бивш хандбалист, състезавал се в Летни олимпийски игри 1980 г..